# Ивашкевич, Виталий Борисович
Ивашкевич Виталий Борисович - российский учёный-экономист, создавший в России собственную научную школу бухгалтерского управленческого учета и контроллинга.
Разработчик более 40 научно-исследовательских тем, автор ряда сборников трудов и учебных пособий, председатель диссертационного совета по специальности «Бухгалтерский учет, статистика» в КГФЭИ.
Практикующий аудитор с более чем десятилетним стажем. 
Представитель РФ на научных конференциях и конгрессах в городах Германии (Кёльн, Ганновер), Испании (Севилья), Франции (университет Дарин в Париже).

## Биография
- В 1955 году — поступление в Казанский финансово-экономический институт (КФЭИ, ныне Казанский государственный финансово-экономический институт), по окончании которого началась его преподавательская деятельность;
- С 1964 года — заведующий кафедрой бухгалтерского учета КФЭИ после успешного окончания аспирантуры и защиты кандидатской диссертации в Московском финансовом институте (МФИ);[1]
- С 1965 года — член Методологического Совета по бухгалтерскому учету Министерства финансов СССР, а затем России;
- В 1975 году — успешная защита докторской диссертации в МФИ и присвоение Ивашкевичу В. Б. ученой степени доктора экономических наук;
- В 1976 году Ивашкевичу В. Б. присвоено ученое звание профессора;
- С 1972 по 1984 годы — проректор КФЭИ по научной работе, затем вновь заведующий кафедрой бухгалтерского учета КФЭИ;
- С 1991 года — Руководитель учебно-методического центра подготовки и аттестации аудиторов Министерства Финансов РФ;
- С 2001 года — член Президентского совета организации «Институт профессиональных бухгалтеров и аудиторов России», Президент Института Профессиональных Бухгалтеров и Аудиторов Республики Татарстан, Сопредседатель Комитета по управленческому учету ИПБ России.
- С 2002 года — заведующий кафедрой управленческого учета и контроллинга учреждения Институт экономики и финансов К(П)ФУ.
- В 2011 году решением Президиума Казанской городской Думы за весомый вклад в развитие науки, воспитание и подготовку научных кадров его имя занесено в Книгу Почета Казани[2].

## Преподаваемые дисциплины
- Бухгалтерский управленческий учет
- Оперативный контроллинг
- Стратегический контроллинг
- Управленческий учет в отраслях промышленности и строительства

## Избранная библиография
- Ивашкевич В.Б. Бухгалтерский управленческий учет, Учебник, Языки: Русский, Издательство: Магистр, Инфра-М, ISBN 978-5-9776-0069-9, ISBN 978-5-16-004892-5; 2011 г.
- Ивашкевич В.Б. Тесты и контрольные задания по управленческому учету и контроллингу, Языки: Русский, Издательство: Финансы и статистика, ISBN 978-5-279-03484-0; 2010 г.
- Ивашкевич В.Б. Практический аудит, Учебное пособие, Языки: Русский, Издательство: Магистр, ISBN 978-5-9776-0009-5; 2010 г.
- Ивашкевич В.Б. Практикум по управленческому учету и контроллингу, Языки: Русский, Издательство: Финансы и статистика, Инфра-М, ISBN 978-5-279-03327-0, ISBN 978-5-16-003534-5; 2009 г.
- Ивашкевич В.Б. Бухгалтерские термины и определения, Учебное пособие, Языки: Русский, Издательство: КГФЭИ, 2008 г.
- Ивашкевич В.Б., Куликова Л.И. Бухгалтерское дело, Учебное пособие, Языки: Русский, Издательство: Экономистъ, Серия: Homo faber, ISBN 5-98118-101-X; 2007 г.
- Ивашкевич В. Б, Семенова И. М. Учет и анализ дебиторской задолженности, Языки: Русский, Издательство: Бухгалтерский учет, ISBN 5-85428-115-5; 2003 г.
- Ивашкевич В.Б., Гарифуллин К.М. Бухгалтерский финансовый учет, Учебное пособие, Языки: Русский, Издательство: КГФЭИ, 2002 г.